# Balta bilobata
Balta bilobata är en kackerlacksart som först beskrevs av Hanitsch 1928.  Balta bilobata ingår i släktet Balta och familjen småkackerlackor. Inga underarter finns listade.